# Pauline Chaponnière-Chaix
Pauline Chaponnière-Chaix (geboren am 1. November 1850 in Genf; gestorben am 6. Dezember 1934 ebenda) war eine Schweizer Frauenrechtlerin.

## Leben und Wirken
Pauline Chaix wuchs als ältestes von vier Kindern des Geographen Paul Chaix und dessen Frau Adèle (geborene Chaponnière) auf. Eine ältere Schwester war vor ihrer Geburt bereits verstorben. In ihrem bürgerlichen Elternhaus lernte sie früh die englische Sprache und verbrachte um 1865 ein Jahr in Deutschland. Im Alter von 18 Jahren heiratete sie den zehn Jahre älteren Bankier Edouard Chaponnière, einen entfernten Verwandten von mütterlicher Seite. Die Ehe blieb kinderlos; ihr Mann starb nach längerer Krankheit 1878 in einer psychiatrischen Anstalt.
Die junge Witwe trat 1880 in das Diakonissenheim in Reuilly nahe Paris ein und wirkte längere Zeit in Frankreich: zunächst in einem Kinderasyl, dann im Gefängnis Saint-Lazare in Paris, dann zwei Jahre im Frauengefängnis von Doullens, schliesslich bis 1893 in dem protestantischen Mädchenheim Les Ombrages in Versailles. Nebenbei erwarb sie eine Ausbildung zur Krankenschwester.
Erschöpft, kehrte sie zunächst zur Erholung an den Genfersee zurück, wo sie zwischen Céligny und Crans-près-Céligny ein Chalet ihres verstorbenen Mannes bewohnen konnte, und blieb letztlich in der Schweiz. Chaponnière-Chaix engagierte sich nun gemeinsam mit Emilie Gourd und Emilie Lasserre gesellschaftspolitisch in der Union des femmes de Genève. Sie war im Organisationskomitee des Ersten Schweizerischen Kongresses für die Interessen der Frau 1896 tätig. Zwischen 1902 und 1905 war sie Präsidentin der Union des Femmes sowie später deren Vizepräsidentin während des Ersten Weltkriegs. Gemeinsam mit Auguste de Morsier und Camille Vidart gründete sie 1907 die Genfer Vereinigung für Frauenstimmrecht.
Den 1899/1900 von ihr mitbegründeten Bund Schweizerischer Frauenvereine (BSF) bewog Chaponnière-Chaix 1903 zum Beitritt zum Internationalen Frauenrat (ICW). Von 1904 bis 1910 sowie von 1916 bis 1920 amtierte sie als BSF-Präsidentin. Dabei stimmten sie und Vidart den BSF 1919 in einer Sondersitzung auf die Zustimmung zu einer Initiative für das Frauenstimmrecht ein. Anschliessend war sie während der zweiten Pause von Ishbel Maria Hamilton-Gordon in der Zeit von 1920 bis 1922 Präsidentin des ICW und organisierte gemeinsam mit Helene von Mülinen und Vidart auch den zweiten Kongress für Fraueninteressen, der 1921 in Bern stattfand. Da sie die drei in der internationalen Frauenbewegung vorherrschenden Sprachen Englisch, Französisch und Deutsch fliessend sprach, war sie eine gefragte Organisatorin, etwa bereits bei der Vollversammlung des ICW im Jahre 1908 in Genf.
Neben Frauenrechten befasste sie sich weiterhin mit Fragen der Krankenpflege und war ab 1922 als Nachfolgerin von Marguerite Frick-Cramer die zweite Frau, die jemals Mitglied des Internationalen Komitees vom Roten Kreuz wurde, sowie zwischen 1930 und 1932 dessen erste Vizepräsidentin.